# باب المندب (مديرية)

تعديل مصدري - تعديل

مديرية باب المندب هي أصغر مديريات محافظة تعز سكاناً وأكبرها مساحة. بلغ عدد سكانها 18115 نسمة عام 2004 ويوجد فيها جزيرة ميون.

## التقسيم الإداري

### في الحضر
| المدينة      | الحارة   | الذكور | الإناث | الإجمالي |
| ------------ | -------- | ------ | ------ | -------- |
| مدينة ذو باب | الكهرباء | 534    | 497    | 1,031    |
| مدينة ذو باب | الحريق   | 377    | 362    | 739      |
| مدينة ذو باب | المستشفى | 274    | 232    | 506      |
| مدينة ذو باب | الميثاق  | 631    | 546    | 1,177    |
| مدينة ذو باب | -        | 1,816  | 1,637  | 3,453    |

### في الريف
| العزلة          |      |      |       |
| --------------- | ---- | ---- | ----- |
| عزلة بني الحكم  | 9254 | 8640 | 17894 |
| عزلة جزيرة ميون | 100  | 87   | 187   |
| الإجمالي        | 9388 | 8727 | 18115 |

| الفئات الخاصة | 34 | 0 | 34 |
| ------------- | -- | - | -- |